# Balnearios populares

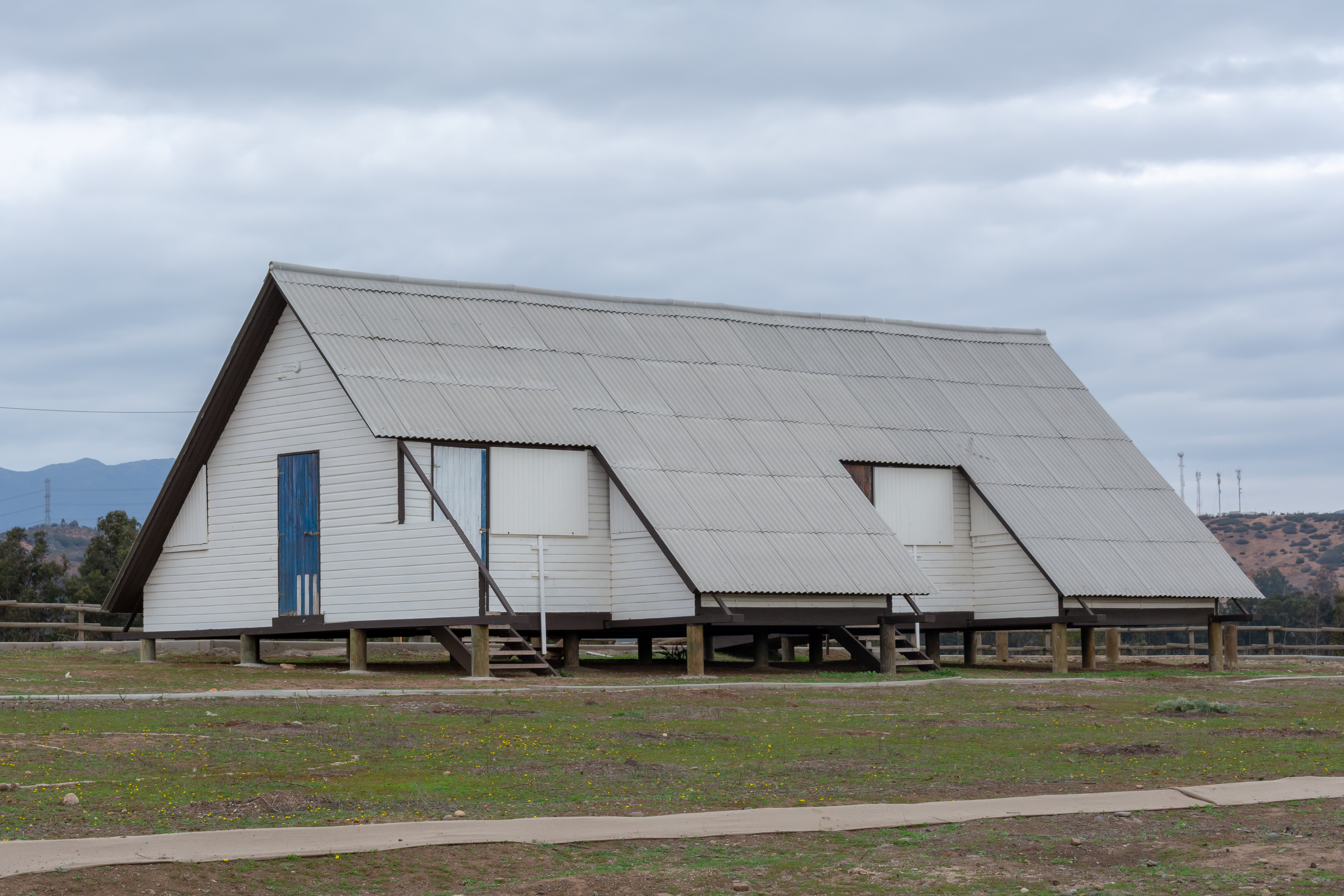
Pabellón que albergaba las cabañas de los balnearios populares. La de la imagen se encuentra en el antiguo balneario popular de Puchuncaví.

Los balnearios populares fueron 16 recintos construidos en Chile entre 1971 y 1973, durante el gobierno de Salvador Allende bajo el programa de «turismo popular», en los que se buscaba albergar durante la temporada de verano a personas de bajos recursos para que pudieran realizar vacaciones de manera económica.

## Historia
La construcción de los balnearios populares respondía a la aplicación de una de las 40 medidas presentadas en el programa de gobierno de la candidatura presidencial de Salvador Allende, específicamente la número 29, que establecía «organizar y fomentar el turismo popular», y que incluyó iniciativas como el «Tren de Turismo Popular», que partió de Santiago el 2 de febrero de 1971 llevando más de 1500 veraneantes a Valparaíso y Viña del Mar.
El 20 de noviembre de 1970 el Ministerio de Vivienda y Urbanismo  emitió el Decreto 755 que establecía la «Comisión Coordinadora del Plan de Balnearios Populares»; dicha comisión encargó la planificación y construcción de los balnearios a la Dirección de Planificación del Equipamiento Comunitario (Dipec), perteneciente al mismo Ministerio, siendo los arquitectos Manuel de la Fuente y Fernando Vargas quienes diseñaron las estructuras que se erigirían en los recintos.
El 10 de enero de 1971 se inició la construcción de los primeros balnearios populares, siendo inaugurado el primero de ellos el 6 de febrero, correspondiente al ubicado en la localidad de Peñuelas en Coquimbo; en dicha oportunidad el recinto recibió a 500 pobladores provenientes de Valparaíso. El 9 de febrero fue inaugurado el segundo balneario popular, ubicado en Papudo, el 11 del mismo mes el tercero en Los Vilos, y el día 17 el balneario de Las Cruces. En total, durante la temporada de verano de 1971 se habilitaron 7 balnearios populares, los que recibieron a 2700 familias de bajos ingresos. El mismo año, producto de los temporales que afectaron a la zona central de Chile, los balnearios populares de Las Cruces y Llallauquén albergaron a alrededor de 500 damnificados.
Los pabellones tenían forma de A, en los cuales se distribuían las familias en cada una de las cabañas —las cuales contaban cada una con 6 literas individuales y una litera matrimonial—, existiendo a la vez zonas comunes como los comedores —lo que permitía que las mujeres jefas de familia descansaran en las vacaciones y no se preocuparan de cocinar—, baños, lavadero de ropa y vajilla, y zonas de esparcimiento y de juegos infantiles. La administración de los recintos pasaría a manos de la Oficina de Turismo Social, dependiente de la Dirección de Turismo (Ditur), y se estableció una tarifa de 10 escudos por persona cada día, para albergar a cada familia durante un plazo de 10 días; en 1973, producto de la inflación, la tarifa había aumentado a 60 escudos diarios.
En la temporada de verano de 1972, los 15 balnearios populares que se encontraban habilitados recibieron aproximadamente 50 mil visitantes. Mediante el Decreto 1289 del Ministerio de Tierras y Colonización, promulgado el 21 de septiembre de 1972, fue creada en el Departamento de Bienes Nacionales de dicho Ministerio la Sección Balnearios Populares, a la que le correspondería informar sobre terrenos que serían aptos para instalar dichos recintos, así como realizar estudios al respecto. A su vez, a fines de 1972 se firmó un convenio entre la Ditur y la Central Única de Trabajadores (CUT) para traspasar las responsabilidades de administración, mantención y conservación de los balnearios populares.

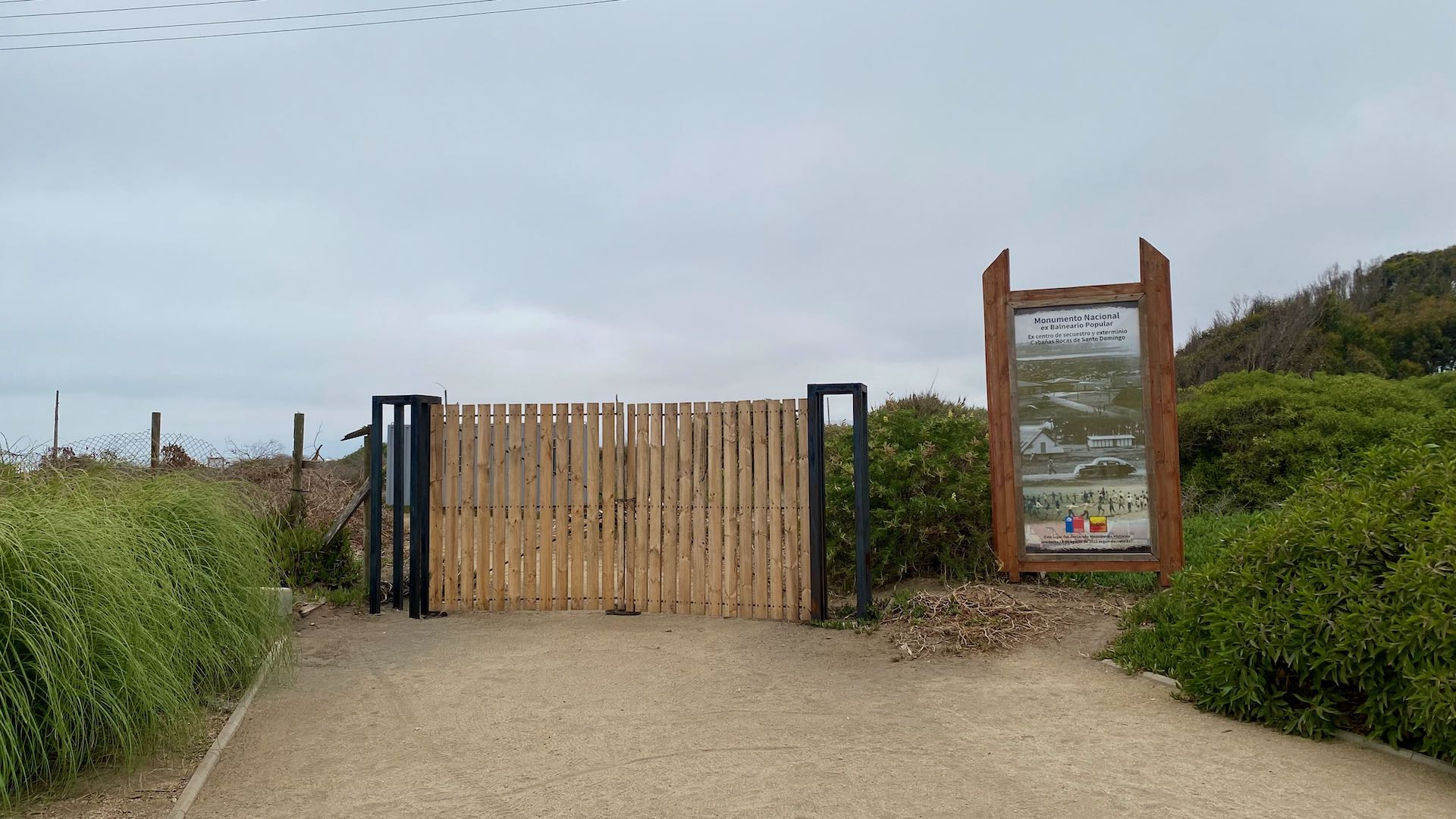
Acceso al antiguo balneario popular de Santo Domingo

Luego del golpe de Estado del 11 de septiembre de 1973, los recintos donde se ubicaban los balnearios populares fueron ocupados por las Fuerzas Armadas, y algunos de ellos se convirtieron en centros de detención y torturas, como por ejemplo los ubicados en Santo Domingo, Puchuncaví y Ritoque. Otros balnearios tuvieron sus instalaciones reconvertidas, o sus terrenos fueron vendidos a privados. El 31 de agosto de 1978 fue promulgado el Decreto 608 del Ministerio de Tierras y Colonización, que derogaba la Sección Balnearios Populares del Departamento de Bienes Nacionales.

## Balnearios
Los 16 balnearios populares construidos entre 1971 y 1973 fueron los siguientes:
| Nombre                 | Ubicación     | Pabellones | Estado     | Coordenadas                                            |
| ---------------------- | ------------- | ---------- | ---------- | ------------------------------------------------------ |
| Huayquique             | Iquique       | 5 y 2½     | Remodelado | 20°16′30.70″S 70°7′52.28″O / -20.2751944, -70.1311889  |
| Ranquil                | Peñuelas      | 6½         | Demolido   | 29°56′36.5″S 71°17′14.5″O / -29.943472, -71.287361     |
| Chile Nuevo            | Tongoy        | 7          | Remodelado | 30°15′40.34″S 71°29′23.46″O / -30.2612056, -71.4898500 |
| Luis Emilio Recabarren | Los Vilos     | 6½         | Demolido   | 31°55′7.36″S 71°30′35.45″O / -31.9187111, -71.5098472  |
| Elmo Catalán           | Pichidangui   | 6          | Remodelado | 32°7′33.59″S 71°30′31.81″O / -32.1259972, -71.5088361  |
| Che Guevara            | Papudo        | 4½         | Demolido   | 32°30′18.70″S 71°26′27.50″O / -32.5051944, -71.4409722 |
| Venceremos             | Puchuncaví    | 6 y ½      | Demolido   | 32°43′11.45″S 71°24′28.66″O / -32.7198472, -71.4079611 |
| 1 de Mayo              | Loncura       | 6 y ½      | Remodelado | 32°47′2.92″S 71°30′30.39″O / -32.7841444, -71.5084417  |
| América Libre          | Ritoque       | 6 y ½      | Demolido   | 32°49′37.82″S 71°31′41.28″O / -32.8271722, -71.5281333 |
| Piedras Negras         | Las Cruces    | 6 y ½      | Existente  | 33°29′42.94″S 71°38′3.98″O / -33.4952611, -71.6344389  |
| Carlos Cortés Díaz     | Santo Domingo | 6 y ½      | Demolido   | 33°37′34.17″S 71°37′54.22″O / -33.6261583, -71.6317278 |
| Pampa Irigoin          | Llallauquén   | 4 y ½      | Remodelado | 34°13′24.55″S 71°26′37.03″O / -34.2234861, -71.4436194 |
| Nueva Aurora           | Duao          | 6 y ½      | Remodelado | 34°54′7.12″S 72°10′48.20″O / -34.9019778, -72.1800556  |
| Elías Lafertte         | Llico         | 6 y ½      | Demolido   | 34°46′8.84″S 72°4′8.74″O / -34.7691222, -72.0690944    |
| Marmaduque Grove       | Curanipe      | 6 y ½      | Demolido   | 35°50′39.31″S 72°38′22.85″O / -35.8442528, -72.6396806 |
| Playa Blanca           | Lota          | 5          | Demolido   | 37°4′10.48″S 73°8′32.27″O / -37.0695778, -73.1422972   |